# Neue Zeitschrift für das Recht der Insolvenz und Sanierung
Neue Zeitschrift für das Recht der Insolvenz und Sanierung (Abkürzung NZI) ist eine deutsche juristische Fachzeitschrift, die sich mit dem gesamten Verfahren der Unternehmens- und Verbraucherinsolvenz beschäftigt.
Die NZI erscheint seit 1998 alle 14 Tage einschließlich der monatlichen Beilage „Verbraucherinsolvenz“ im Verlag C. H. Beck, München. Zudem ist die Zeitschrift über das Online-Portal des Verlags (Beck-Online) verfügbar.
Die Fachzeitschrift wird neben anderen von Martin Ahrens herausgegeben. Die Schriftleitung hat der Kölner Rechtsanwalt Rolf Leithaus inne.
In den vergangenen Jahren veröffentlichte die NZI zudem anlassbezogen eine NZI-Beilage, deren Beiträge sich jeweils mit einem aktuellen insolvenzrechtlichen Thema befassten, zuletzt zum Beispiel im August 2019 mit der Richtlinie über Restrukturierung und Insolvenz der Europäischen Union.